# Hungelbrunn

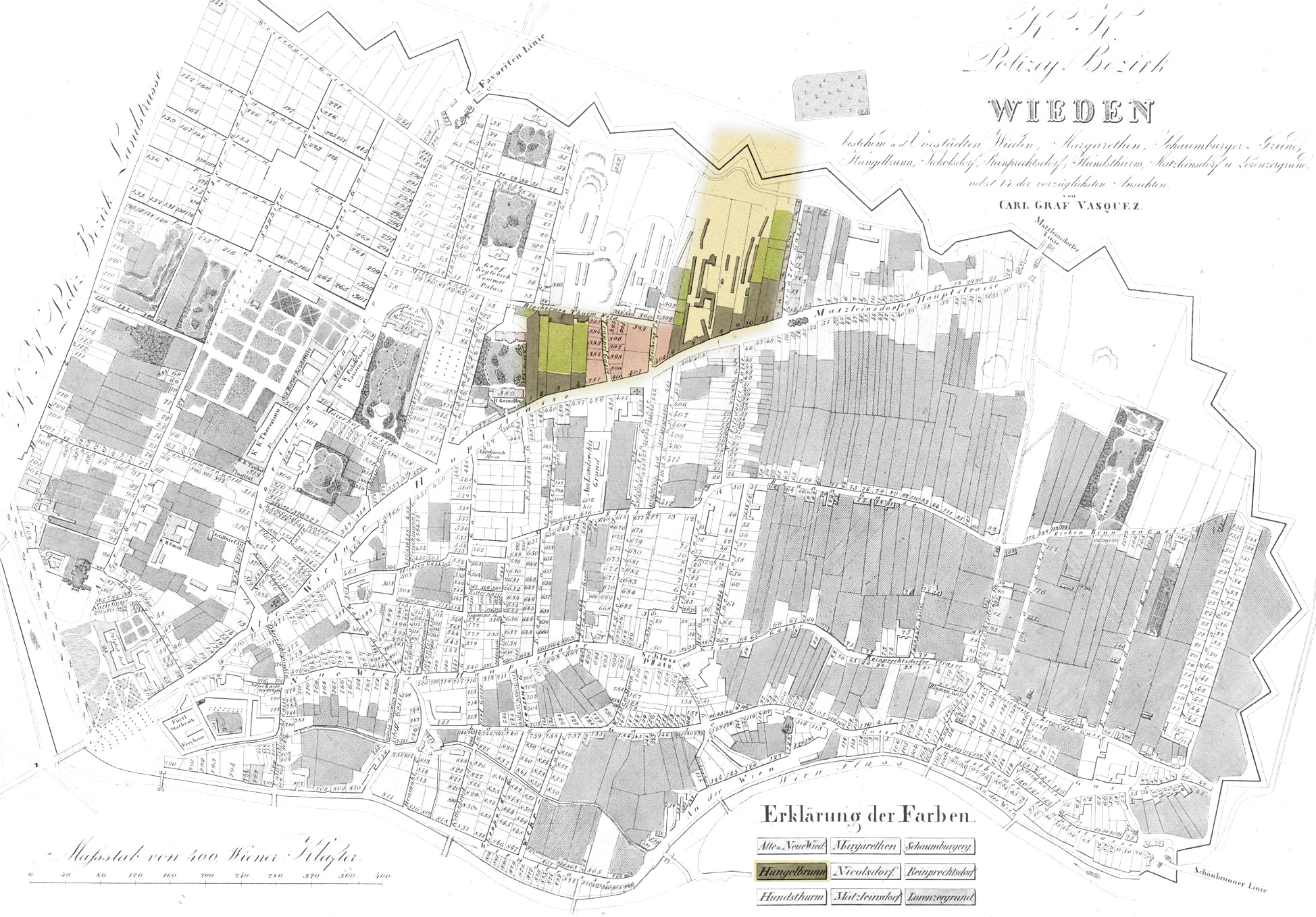
Hungelbrunn um 1830 (Kartengrundlage: Vasquez, Norden ist hier unten)

Hungelbrunn war bis 1850 eine eigenständige Gemeinde und ist heute ein Stadtteil Wiens im 4. Wiener Gemeindebezirk, Wieden, sowie seit 1861 auch im 5. Wiener Gemeindebezirk, Margareten. Die Karte rechts zeigt beide Teile von Hungelbrunn, die nicht zusammenhängen.
Hungelbrunn liegt südlich der Wiedner Hauptstraße. Der kleinere, östliche Teil gehört zu Wieden. Er findet sich zwischen Schönburgstraße, Rainergasse und Trappelgasse.
Die erste urkundliche Erwähnung des Gebietes erfolgte um das Jahr 1363 als Hungerprunn. Der Ort selbst entstand erst um 1609, bis dahin fanden sich auf dem Gebiet vor allem Weingärten. Der Name leitet sich von einem sagenumwobenen Brunnen ab, der angeblich nur in Hungerjahren Wasser spendete. Der Ort wuchs nur langsam, 1846 gab es erst elf Häuser. 1850 wurde der Ort ein Teil von Wien im neuen 4. Bezirk, Wieden. Hungelbrunn war die kleinste eingemeindete Vorstadt Wiens.
Mit der Umgliederung dieses 4. Bezirks in die neuen Bezirke 4 und 5 wurde der größere, westliche Teil Hungelbrunns 1861 Teil des neuen 5. Bezirkes, Margareten. In den folgenden Jahren wurde das Gebiet stark verbaut.
Das Wappen Hungelbrunns zeigt einen Brunnen, flankiert von den heiligen Petrus und Florian. Über dem Brunnen befindet sich der Heilige Leopold.
In Hungelbrunn stand bis 1785 das Siechenhaus zum Klagbaum.